# Sky光·遇
《Sky光·遇》，是一部由thatgamecompany开发并发行在iOS、Android、任天堂Switch、PlayStation 4與Microsoft Windows平台上的社交游戏。本作是thatgamecompany继《风之旅人》时隔5年的新作品，也是thatgamecompany完成与索尼合作后独立自主发行的首个作品。

## 遊戲內容
遊戲场景分为八個主地圖（章節），依照順序分别为遇境（初始地图）、晨島、雲野、雨林、霞谷、暮土、禁閣、暴風眼（分为兩部分）和云巢，大地图中還有很多小地圖甚至隱藏地圖。玩家將操控一个形象可愛的光之子在其中探險，收集先祖的「動作」，逐漸揭開天空王國沒落的真相，最後將在暴风眼用「翼之光」拯救先祖，得到救贖並重生。
身上的基本服飾包括：褲子和上衣、面具、髮型、斗篷，都可以更換，玩家可以操控他們跑步、走路、游泳、跳躍和飛行等等。從先祖得到的「動作」，可以增加表達方式。蒐集隱藏在各地的「翼之光」（光翼）增加斗篷等級可以讓光之子飛行更久。
「白色蠟燭」是遊戲中的重要貨幣，通過收集地圖各處的「燭火」獲得，可以拿來與「先靈」兌換服飾、動作、樂器等等。另一種貨幣是「愛心」，也可以用來兌換物品。通過暴風眼則可以得到「昇華蠟燭」，可以解鎖更高級的先靈動作、物品。
遊戲每隔一段時間就會推出新的「季節」，有特別的任務和服飾，持續時間約兩個月。
陈星汉表示自己将他对生命、朋友、家庭的理解放在了《Sky光·遇》中。游戏最多支持同地图内8人同时联机。

## 開發
《Sky光·遇》在2013年已经开始制作，于2016年11月1日公布代号“that next game”；游戏在2017年9月的苹果新品发布会上正式公布，并由陈星汉登台演示。同時表示游戏将于2017年冬季发售。中国大陆地区由网易代理发行。此外，游戏在未来还将登陆其他平台。

## 發行
游戏於2019年7月18日正式在全球范围发布iOS平台版，Android平台版于2020年4月7日正式在全球发布，随后在2021年6月30日登陆除腾讯代理版外的任天堂Switch平台，2022年12月6日登陸PlayStation 4。
2023年1月25日，Sky光·遇官方发布推文，宣布PC端即将登录Steam平台，目前处于即将发布状态，已经有可用的试玩demo，免费开玩。同年3月份，thatgamecompany的YouTube官方账号更新了名为《Sky animation Project Teaser》的Sky动画化宣传片，并且在一段时间后宣布，Sky动画制作进程开启，预计将于2024年3月开播，共10集。
2024年4月11日，Microsoft Windows版本於Steam平台正式上市。

## 反响
| 汇总媒体   | 得分                   |
| ---------- | ---------------------- |
| Metacritic | IOS: 82/100 NS: 82/100 |

### 荣誉
《Sky光·遇》获得了Apple的年度iPhone游戏。
| 年份 | 大奖                       | 奖项                             | 结果 | 来源          |
| ---- | -------------------------- | -------------------------------- | ---- | ------------- |
| 2019 | 2019年金摇杆奖             | 最佳移动游戏                     | 提名 | [ 7 ]         |
| 2019 | 2019年游戏大奖             | 最佳手机游戏                     | 提名 | [ 8 ]         |
| 2020 | 纽约游戏大奖               | A-Train奖——最佳手机游戏          | 提名 | [ 9 ]         |
| 2020 | Pocket Gamer 移动游戏大奖  | 年度游戏                         | 提名 | [ 10 ]        |
| 2020 | Pocket Gamer 移动游戏大奖  | 最佳视觉/音效奖                  | 提名 | [ 10 ]        |
| 2020 | Pocket Gamer 移动游戏大奖  | Pocket Gamer 民众选择奖          | 獲獎 | [ 10 ]        |
| 2020 | 第二十三届年度D.I.C.E.奖项 | 年度移动游戏                     | 提名 | [ 11 ]        |
| 2020 | NAVGTR奖                   | Game, Original Family            | 提名 | [ 12 ]        |
| 2020 | NAVGTR奖                   | Original Light Mix Score, New IP | 提名 | [ 12 ]        |
| 2020 | 游戏开发者选择奖           | 最佳移动游戏                     | 提名 | [ 13 ] [ 14 ] |
| 2020 | 游戏开发者选择奖           | 观众选择奖                       | 獲獎 | [ 13 ] [ 14 ] |
| 2020 | 西南偏南游戏奖             | 年度移动游戏                     | 獲獎 | [ 15 ]        |
| 2020 | 第十八届G.A.N.G.大奖       | 独立游戏最佳音乐                 | 提名 | [ 16 ]        |
| 2020 | 第十八届G.A.N.G.大奖       | 休闲/社交游戏最佳声音设计        | 提名 | [ 16 ]        |
| 2020 | 第十八届G.A.N.G.大奖       | 休闲游戏最佳音乐                 | 提名 | [ 16 ]        |
| 2020 | 第十八届G.A.N.G.大奖       | 最佳原创音乐                     | 提名 | [ 16 ]        |
| 2023 | 金氏世界紀錄               | 最多使用者參與的虛擬世界演唱會   | 獲獎 | [ 17 ]        |